# Karel Ševčík
Karel Ševčík (* 26. února 1939 Ostrava) je bývalý český profesionální hokejista.

## Hráčská kariéra
- 1956–1957 - Baník Vítkovice
- 1957–1958 - VŽKG Ostrava
- 1958–1959 - Rudá hvězda Brno
- 1959–1960 - Rudá hvězda Brno
- 1960–1961 - Rudá hvězda Brno
- 1961–1962 - Rudá hvězda Brno
- 1962–1963 - TJ ZKL Brno
- 1963–1964 - TJ ZKL Brno
- 1964–1965 - TJ ZKL Brno
- 1965–1966 - VŽKG Ostrava
- 1966–1967 - VŽKG Ostrava